# Liste des évêques et archevêques de Potenza-Muro Lucano-Marsico Nuovo
Cette liste recense les noms des évêques qui se sont succédé sur le siège de Muro Lucano, de Marsico Nuovo et de Potenza puis sur le siège de Potenza et Marsico Nuovo à partir de 1818 lorsque les deux diocèses sont réunis aeque principaliter et enfin des archevêques de l'archidiocèse de Potenza-Muro Lucano-Marsico Nuovo depuis la pleine union des trois sièges par le décret Instantibus votis de la Congrégation pour les évêques du 30 septembre 1986. 

## Évêques de Muro Lucano
- Leone (mentionné en 1050)
- Eustachio (mentionné en 1059)
- E. (mentionné en 1080/1085)
- Gaudino (1101 - 1105)
- Roberto I (mentionné en 1169)
- Anonyme (mentionné en 1200)
- Monteguidone (1212 - 1213)
- Anonyme (mentionné en 1215)
- Giovanni (mentionné en 1217)
- Roberto II (mentionné en 1239)
- Nicola de Patrice (1250 - 1253), déposé
- Palermo (1253 - 1274)
- Nicola I (mentionné en 1322)
- Pietro (? - 1332), nommé archevêque de Sorrento
- Matteo (1332 - ? )
- Nicola II, O.F.M (1340 - 1344), nommé évêque de Caserte
- Enrico Marci (1344 - 1348)
- Guglielmo I (1348 - 1356)
- Giacomo del Fosco (1357 - 1364), nommé évêque de Potenza
- Domenico, O.Carm (1364 - 1373), nommé évêque d'Ariano Irpino
- Simone (1373 - ? )
  - Antonio I (1376 - 1389), antiévêque
  - Antonio II (1395 - ? ), antiévêque
- Guglielmo II † (1395 - 1405), nommé évêque de Capaccio
- Giovanni de Pannella (1405 - 1418)
- Guiduccio Della Porta (1418 - 1423)
- Giovanni Sanfelici (1423 - 1443)
- Barnaba de Molina (1443 - 1462)
- Andrea Perciballi da Veroli (1463 - 1464), nommé évêque de Camerino
- Meolo de Mascambruni (1464 - 1486)
- Nicolò Antonio Pesci (1486 - 1517)
- Antonio Camillo Pesci (1517 - 1521)
- Cesare Carpano (1521 - 1528)
- Matteo Grifoni, O.S.B.Vall (1528 - 1540), nommé évêque de Trivento
  - Ascanio Parisani (1540 - 1541), administrateur apostolique
- Silverio Petrucci (1541 - 1560)
- Flavio Orsini (1560 - 1562)
- Filesio Cittadini (1562 - 1572)
- Giulio Ricci (1572 - 1575), nommé évêque de Gravina
- Daniele Vocazio, O.F.M (1575 - 1577)
- Vincenzo Petrolini (1577 - 1606)
- Tomeo Confetto (1606 - 1630)
- Clemente Confetto (1630 - 1643), nommé évêque d'Acerno
- Giovanni Carlo Coppola (1643 - 1652)
- Ascanio Ugolini (1652 - 1660)
- Francesco Maria Annoni, C.R (1660 - 1674)
- Alfonso Pacello (1674 - 1702)
- Andrea Sarnelli (1703 - 1707)
- Giovanni Innocenzo Carusio (1707 - 1718)
- Angelo Acerno (1718 - 1724)
- Domenico Antonio Manfredi (1724 - 1738), nommé évêque de Boiano
- Melchiorre Delfico (1738 - 1744)
- Vito Mojo (1744 - 1767)
- Carlo Gagliardi (1767 - 1778)
- Luca Niccolò de Luca (1778 - 1792), nommé évêque de Trivento
- Giuseppe Maria Benevento, O.F.M.Conv (1792 - 1794)
  - Siège vacant (1794-1797)
- Giovanni Battista Ferroni (1797 - 1826)
- Filippo Martuscelli (1827 - 1831)
- Tommaso Antonio Gigli, O.F.M.Conv (1832 - 1858)
- Francesco Saverio D'Ambrosio, O.F.M.Cap (1859 - 1883)
- Raffaele Capone, C.Ss.R (1883 - 1908)
- Alessio Ascalesi, C.PP.S (1909 - 1911), nommé évêque de Sant'Agata de' Goti
- Giuseppe Scarlata (1911 - 1935)
- Bartolomeo Mangino (1936 - 1946), nommé évêque de Caserte
- Giacomo Palombella (1946 - 1951), nommé évêque de Calvi et Teano
- Matteo Guido Sperandeo (1952 - 1954), nommé évêque de Calvi et Teano
- Antonio Rosario Mennonna (1955 - 1962), nommé évêque de Nardò
- Umberto Luciano Altomare (1962 - 1970), nommé évêque de Diano-Teggiano
  - Aurelio Sorrentino (1970-1973), administrateur apostolique
- Aurelio Sorrentino (1973 - 1977), nommé archevêque de Reggio Calabria et évêque de Bova
- Giuseppe Vairo (1977 - 1986), nommé archevêque de Potenza-Muro Lucano-Marsico Nuovo

## Évêques de Marsico Nuovo
- Senualdo (mentionné en 761)
- Leodrisio (mentionné en 861)
- Pietro I (mentionné en 981)
- Grimaldo (Xe siècle)
- Gisulfo (mentionné en 1089)
- Giovanni I, O.S.B (1095 - 1098)
- Leone (mentionné en 1123)
- Enrico (1130 - 1131)
- Giovanni II (1144 - 1155)
- Giovanni III, O.S.B (1159 - 1179)
- Giovanni IV (mentionné en 1188)
- Anonyme (mentionné en 1193)
- Benedetto (mentionné en 1200)
- Anselmo (mentionné en 1210)
- Ruggero I (mentionné en 1222)
- Anonyme (mentionné en 1231)
- Giovanni V (mentionné en 1258)
- Reginaldo Lentini, O.P (1266 - 1274), nommé archevêque de Messine
- Reginaldo da Piperno, O.P (1275 - ? )
- Giovanni de Vetere (1293 - 1296)
- Matteo (mentionné en 1305)
- Giovanni Acuto (mentionné en 1312)
- Ruggero II (1314 - 1326)
- Pietro II, O.P (1328 - 1343)
- Ruggero III (1343 - 1349), nommé évêque de Tricarico
- Bartolomeo (1349 - 1364)
- Pietro Corsari (1375 - 1378), nommé évêque de Sora
- Tommaso Sferrato, O.F.M (1378 - 1384), déposé
  - Giacomo de Padula (1384 - ? ), antiévêque
- Andrea I (1384 - 1399)
- Marco (1399 - 1399), déposé
- Pietro (1400 - 1400)
- Nardello da Gaeta, O.F.M (1400 - 1440)
- Carletto (1440 - ? )
- Leonardo da Gaeta (1453 - ? )
- Pietro di Diano (1456 - 1458)
- Andrea II (1458 - 1460)
- Sansone de Cayano (1460 - 1478)
- Giovanni Antonio Pitito, O.F.M.Conv (1478 - 1483)
- Nicola Angelo de Abbatissa (1483 - 1484)
- Antonio de Medici, O.F.M (1484 - 1485)
- Fabrizio Guarna (1485 - 1494)
- Ottaviano Caracciolo (1494 - 1535)
- Vincenzo Boccaferro, O.S.B.Oliv (1536 - 1537)
- Angelo Archilegi (1537 - 1541), nommé évêque d'Assise
- Marzio de Marzi Medici (1541 - 1573)
- Angelo de Marzi Medici (1574 - 1582)
- Luigi Pallavicini (1583 - 1583), nommé évêque de Nizza
- Antonio Fera, O.F.M.Conv (1584 - 1600)
- Ascanio Parisi (1600 - 1614)
- Timoteo Caselli, O.P (1614 - 1639)
- Giuseppe Cianti, O.P (1640 - 1656)
- Angelo Pineri (1656 - 1671)
- Giovanni Battista Falvo (1671 - 1676)
- Giovanni Gambacorta, C.R (1676 - 1683)
- Francesco Antonio Leopardi (1683 - 1685), nommé évêque de Tricarico
- Domenico Lucchetti (1686 - 1707)
  - Siège vacant (1707-1710)
- Donato Anzani (1710 - 1732)
- Alessandro Puoti (1732 - 1744)
- Diego Andrea Tomacelli (1744 - 1766)
- Carlo Tortora (1766 - 1771)
- Carlo Nicodemi (1771 - 1792), nommé évêque de Sant'Angelo dei Lombardi et Bisaccia
- Bernardo della Torre (1792 - 1797), nommé évêque de Lettere
- Paolo Garzilli (1797 - 1818), nommé évêque de Bovino

## Évêques de Potenza
- Erculenzio (494 - 496)
- Amanzio (501 - 502)
- Pietro (mentionné en 559)
- Balas ? (mentionné en 826)
- Bruno (mentionné en 1068)
- Anonyme (mentionné en 1080)
- Gerardo (1099 - 1111)
- Saint Gérard II (1111 - 1119)
- Manfredi (1119 - 1124)
  - Siège vacant
- Giovanni I (1177 - 1179)
- Anonyme (mentionné en 1095)
- Bartolomeo (1197 - 1200)
- Enrico (mentionné en 1206)
- Anonyme (mentionné en 1209)
- Garzia (1218 - 1221)
- Eliachino (mentionné en 1223)
- Tommasino, O.Praem (mentionné en 1231)
- Oberto (1250 - 1256)
- Guglielmo I O.P (1267 - 1279)
- Bonifacio (mentionné en 1289)
- Francesco (1290 - 1302)
- Guglielmo II (1314 - 1343)
- Guglielmo Della Torre, O.F.M (1343 - ?)
- Giovanni de Rupella, O.Carm (1351 - 1364)
- Giacomo (1364 - 1374)
- Bartolomeo della Spina (1374 - ?)
- Marco (mentionné en 1386)
- Andrea (1389 - 1392), nommé évêque de Squillace
- Nicola Vincioni (1393 - 1395), nommé évêque de Ferentino
- Giacomo (1395 - ?)
- Benedetto d'Arpino, O.F.M (1399 - 1402), nommé archevêque de Lepanto
- Andrea Serao (1402 - 1404), nommé évêque de Caiazzo
- Benedetto d'Arpino, O.F.M (1404 - 1419) (pour la seconde fois)
- Angelo (1419 - 1429), nommé archevêque de Rossano
- Giacomo Squacquera, O.Cist (1429 - 1450)
- Antonio Anglo (1450 - 1463)
- Giovanni Paolo Vassalli (1463 - 1468), nommé évêque de Troia
- Luigi Caracciolo (1469 - 1482)
- Gianfilippo Castiglioni (1482 - 1491)
- Giorgio Margara (1491 - ?)
- Juan Ortega (1502 - 1503)
  - Jaime Serra i Cau (1503 - 1506), administrateur apostolique
- Giacomo Nini (1506 - 1521)
  - Pompeo Colonna (1521 - 1526), administrateur apostolique
- Nino Nini (1526 - 1564)
  - Felice Rossi (1564 - 1566), nommé évêque de Tropea (évêque élu)
- Tiberio Carafa (1566 - 1579), nommé évêque de Cassano
- Sebastiano Barnaba (1579 - 1606)
- Gaspare Cardoso, O.S.B (1606 - 1615)
- Achille Caracciolo (1616 - 1623)
  - Siège vacant (1623-1626)
- Diego Vargas (1626 - 1633)
- Girolamo Magnesi (1634 - 1641)
  - Siège vacant (1641-1644)
- Miguel de Torres, O.P (1644 - 1645)
- Bonaventura Claver, O.F.M (1646 - 1677)
- Diego Lozano, O.Carm (1677 - 1681)
- Luigi de Filippi, O.P (1684 - 1685)
- Baldassare da Benavente, O. de M (1686 - 1687)
- Pietro de Torres (1689 - 1695), nommé archevêque de Trani
- Agnello Rossi, O.Carm (1695 - 1707)
  - Siège vacant (1707-1715)
- Carlo Pignatelli, C.R (1715 - 1722), nommé évêque de Gaète
- Biagio De Dura (1722 - 1740)
- José Alfonso Meléndez, O.F.M.Disc (1741 - 1748), nommé archevêque de Palerme
- Tommaso Sersale, C.R (1748 - 1749)
- Bonaventura Fabozzi, O.F.M (1749 - 1761)
- Carlo Parlati, P.O (1761 - 1767), nommé archevêque d'Acerenza et de Matera
- Domenico Russo (1768 - 1780), nommé évêque de Monopoli
- Giovanni Andrea Serrao (1783 - 1799)
  - Siège vacant (1799-1805)
- Bartolomeo Cesare (1805 - 1819)

## Évêques de Potenza et Marsico Nuovo
- Giuseppe Maria Botticelli, O.M (1820 - 1822), nommé évêque de Gallipoli
- Pietro Ignazio Marolda, C.Ss.R (1822 - 1837), nommé évêque de Pouzzoles
- Michelangelo Pieramico (1838 - 1862)
  - Siège vacant (1862-1867)
- Antonio Maria Fanìa, O.F.M (1867 - 1880)
- Luigi Carvelli (1880 - 1882), nommé évêque de Mileto
- Tiberio Durante (1882 - 1899)
- Ignacio Monterisi (1900 - 1913)
- Roberto Achille Razzòli, O.F.M (1913 - 1925)
  - Siège vacant (1925-1930)
- Augusto Bertazzoni (1930 - 1966)
- Aurelio Sorrentino (1966 - 1977), nommé archevêque de Reggio Calabria et évêque de Bova
- Giuseppe Vairo (1977 - 1986), nommé archevêque de Potenza-Muro Lucano-Marsico Nuovo

## Archevêques de Potenza-Muro Lucano-Marsico Nuovo
- Giuseppe Vairo (1986 - 1993)
- Ennio Appignanesi (1993 - 2001)
- Agostino Superbo (2001 - 2015)
- Salvatore Ligorio (2015 - 2024)
- Davide Carbonaro (2024 - )

## Sources
- http://www.catholic-hierarchy.org